# 6111 Davemckay
A 6111 Davemckay (ideiglenes jelöléssel 1979 SP13) a Naprendszer kisbolygóövében található aszteroida. Schelte J. Bus fedezte fel 1979. szeptember 20-án.